# بوب كونور
بوب كونور (بالإنجليزية: Bob Connor)‏ (13 أكتوبر 1925 ببرادفورد في المملكة المتحدة - ) هو لاعب كرة قدم بريطاني في مركز حراسة المرمى. لعب مع برادفورد سيتي ونادي ريكسهام ونادي باث سيتي.